# Tadeusz Brzozowski (generał jezuitów)
Tadeusz Brzozowski (ur. 21 października 1749 w Królewcu, zm. 5 lutego 1820 w Połocku) – polski jezuita, dwudziesty z kolei generał jezuitów, pierwszy zaś po kasacie zakonu w 1773 r. Swą światową funkcję sprawował w latach 1814–1820 z Imperium Rosyjskiego.

## Życiorys
Do Towarzystwa Jezusowego wstąpił 26 sierpnia 1765 w Nieświeżu, a następnie m.in. uczył w szkołach jezuickich w Mińsku, gdzie zastała go kasata zakonu (21 lipca 1773).
Studia teologiczne odbył w seminarium duchownym w Wilnie i przyjął święcenia kapłańskie w Pińsku w 1775 r. Nauczyciel dzieci na dworach magnatów, a potem języka francuskiego w szkołach KEN w Mińsku. W 1782 r. przybył na zajętą przez Rosję (I rozbiór Polski) wschodnie rubieże Rzeczypospolitej, gdzie nie ogłoszono breve kasacyjnego i zakon jezuitów funkcjonował nadal. Pracował jako nauczyciel i prefekt w szkołach w Orszy, Połocku i Witebsku. W latach 1797–1805 pełnił obowiązki sekretarza zakonu oraz asystenta przełożonego generalnego. Na V Kongregacji Połockiej został dnia 14 września 1805 wybrany generałem zakonu. Do końca 1815 rezydował w Petersburgu.
Otoczył szczególna troską kult męczennika Andrzeja Boboli i w 1808 sprowadził jego ciało z Pińska do Połocka.
Po długich staraniach uzyskał zgodę cara Aleksandra I na erekcję Akademii Połockiej, która nadzorowała pozostałe szkoły jezuickie bez ingerencji z zewnątrz. Otworzył nowe misje w Mozdoku na Kaukazie (1806), w Irkucku (1810) i Tomsku (1814), a także planował wysłanie misjonarzy do Chin. Wysyłając w latach 1806–1810 ośmiu jezuitów białoruskich do Bostonu, oraz następnych do Maryland i do Georgetown wspomógł odradzające się tam struktury zakonu. Obradował także z braćmi na terenie Europy zachodniej o przyszłych możliwościach. Jako tłumacz wydał Dykcjonarz filozoficzny religii (Wilno 1782) K. F. Nonnotte’a i O naśladowaniu Najświętszej Maryi Panny (Połock 1800) A. de Rouville.
W 1814 doczekał wznowienia zakonu na całym świecie przez papieża Piusa VII, co wywołało niechęć cara Aleksandra. Jej pierwszym przejawem było wyrzucenie jezuitów z Petersburga. Brzozowski nie uzyskał carskiego pozwolenia na wyjazd do Rzymu i zmarł w Połocku, zaś po jego śmierci jezuici zostali usunięci z granic monarchii rosyjskiej.